# 소년 소녀 가장
소년 소녀 가장(少年少女家長)은 부모의 사망, 이혼, 가출 등의 이유로 미성년자만으로 세대가 구성되었거나, 조부모 등 보호자가 있어도 노령, 장애로 부양 능력이 없는 세대를 가리킨다. 1996년을 기준으로 정부의 보호를 받고 있는 세대는 8,100여 세대로 해마다 증가하고 있다. 증가 원인은 가족체계의 붕괴에 따른 이혼율 급증이다.
돈을 벌 수 있는 소년과 소녀 등을 중심으로 가정을 이루기도 한다. 사회적 보호를 받아야 할 아이들에게 가정의 짐을 떠맡는다는 점에서 안타까움을 자아 내고 있다.